# Meliboeus cryptocerus
Meliboeus cryptocerus es una especie de escarabajo del género Meliboeus, familia Buprestidae. Fue descrita científicamente por Kiesenwetter en 1858.